# Jacopo di Lorenzo

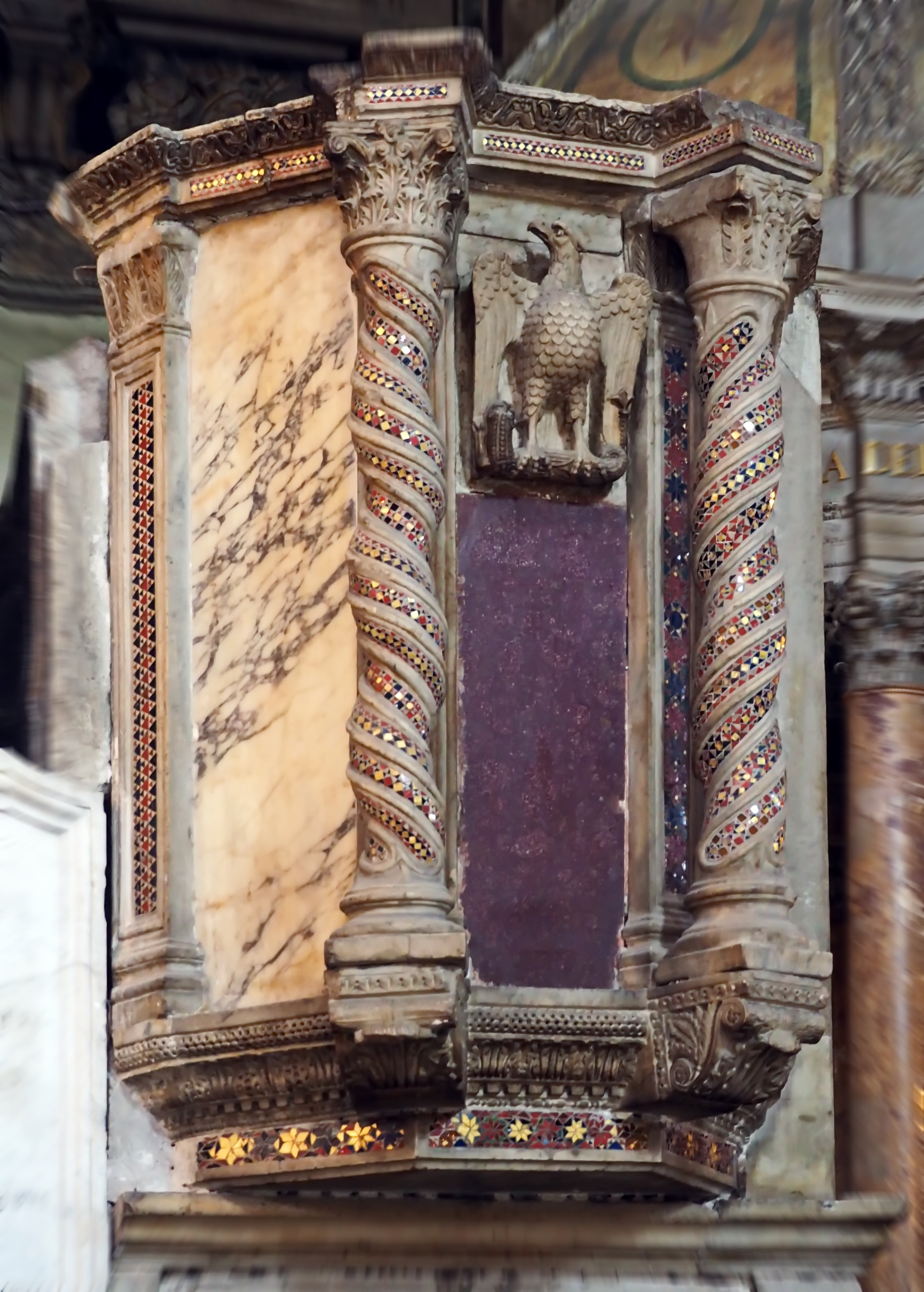
Santa Maria in Aracoeli, Ambone

Jacopo di Lorenzo (... – XIII secolo) è stato uno scultore italiano.

## Biografia
È il terzo membro della famiglia di marmorari romani, più propriamente conosciuti come Cosmati (il cui capostipite è riconosciuto in Tebaldo marmoraro, inizio XII secolo), vissuto tra la fine dell'XII e i primi decenni del XIII secolo. Secondo la genealogia di questa famiglia di artisti - costruita a partire dalle indagini archeologiche e documentali degli studiosi Gregorovius, Gustavo Giovannoni, Carlo Promis, Edward Hutton, Antonietta Maria Bessone Aurelj, Dorothy Glass e perfezionata negli ultimi anni da recenti scoperte - Iacopo iniziò la sua carriera di marmoraro in età giovanissima nella bottega del padre, Lorenzo di Tebaldo. 
Una importante iscrizione epigrafica realizzata dagli artisti su un architrave per commemorare forse il termine dei lavori eseguiti nella cattedrale di Segni (Roma), oggi conservata nel Museo Archeologico Comunale di Segni, datata 1185, attesta la più antica collaborazione tra i due membri della famiglia. 
L'iscrizione è del seguente tenore:
+ LA(V)RENTIVS. CVM IACO/BO. FILIO SVO
HVIVS OP(ER)IS MAGIST(ER) FVIT
+ ANNO M. C. L. XXX. V. A. IIII. DNI LUCII. III PP. ET. X. DNI. EPI PETRI. HOC OP(US) (PER)FECTVM EST. IN CVIVS STRVCTURA. BEN HVIVS ECCLE P.B.R. PRO ANIMA SVA. ET/ FRIS SVI. A. NARNIEN EPI DEDIT. C. SOL. GREG. DIAC. IIII. LIB. PETRVS (...) XXX. SOL. ALBERTINVS. SCRINIARIVS. UNAM MARCAM ARGENTI.
A partire dalla data del 1185, si hanno diverse altre testimonianze epigrafiche che attestano padre e figlio in pregevoli lavori di arte cosmatesca in varie basiliche di Roma e in quelle del cosiddetto Patrimonium Sancti Petri. Tra gli esempi più rilevanti si può ricordare l'ambone della basilica di Santa Maria in Aracoeli a Roma, come le opere superstiti che oggi si osservano nel complesso religioso del Sacro Speco e del Monastero Benedettino di Santa Scolastica, entrambi a Subiaco. Tuttavia è da rilevare come nelle iscrizioni poste nelle prime opere realizzate da entrambi i marmorari, la forma verbale fecit in prima persona singolare al posto di fecerunt esplicita che il ruolo di Iacopo era subalterno a quello principale di suo padre; mentre nelle iscrizioni dei lavori realizzati dopo qualche tempo, il ruolo professionale dei due artisti viene messo sullo stesso piano. Cioè vale a dire che, da un certo momento in poi, terminato forse un periodo di tirocinio nella bottega paterna, Iacopo ricoprì un ruolo primario della stessa valenza di Lorenzo di cui l'esempio maggiore è nell'attestato di paternità del portico della cattedrale di Santa Maria a Civita castellana, datato 1210. 
In realtà, già da qualche anno prima è probabile che Iacopo svolgesse dei lavori in autonomia, indipendentemente dal padre Lorenzo. A tal proposito potrebbe essere importante un passo da un manoscritto settecentesco intitolato Liber cum serie episcoporum, trovato da Bruno Contardi nella Curia Vescovile di Ferentino, in cui Iacopo viene citato come magister romano, per aver realizzato il pavimento del duomo di Ferentino, opera datata di recente da alcuni studiosi in un periodo compreso tra il 1204 e il 1207. 
Iacopo, avendo ricevuto in eredità la bottega marmoraria del padre, ricoprì un ruolo di grande prestigio, forse anche questo ereditato, in quanto viene nominato tra i membri della importante schola addestratorum mappulariorum et cubiculariorum istituita dalla corte pontificia. Tutto ciò, sicuramente con l'appoggio del pontefice Innocenzo III, principale committente delle opere eseguite durante il suo pontificato (1198-1216). Infatti, è proprio con la morte di questo papa che l'attività e il nome di Iacopo inizia a scomparire, lasciando il passo al figlio Cosma che erediterà l'arte e la bottega della famiglia fino alla scomparsa anche dei suoi figli circa l'anno 1250, quando può dirsi conclusa a Roma e nel Lazio la grande parabola dell'arte cosmatesca vera e propria.

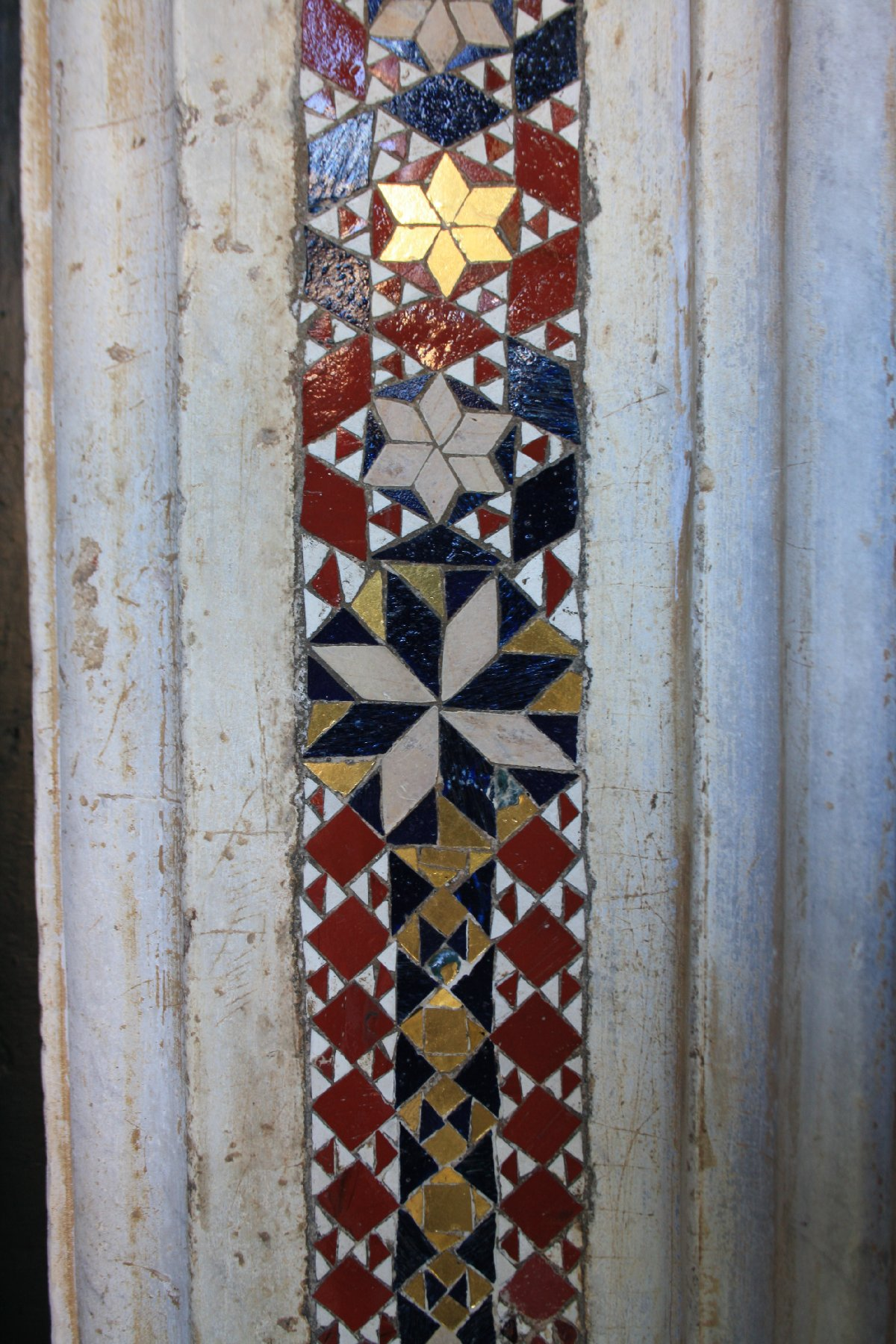
Dettaglio della decorazione cosmatesca in paste vitree